# Массо, Мишель
Мише́ль Массо́ (фр. Michel Massot; род. 25 октября 1960, Халле) — бельгийский джазовый тубист и тромбонист.

## Биография
Мишель Массо получил музыкальное образование в Льежской консерватории. В середине 1980-х годов он совместно с саксофонистом Фабрицио Кассолем и ударником Мишелем Дебрулем он организовал джазовый ансамбль Trio Bravo. В 1993 после ухода Дебруля трио было переименовано в Trio Grande.
Помимо этого он принимал участие в целом ряде других музыкальных проектов, преимущественно авнгардно-джазового направления и сотрудничал со многими известными музыкантами, среди которых Анри Пуссёр, Кенни Уилер и Эван Паркер.
В настоящее время Мишель Массо преподаёт в Льежской консерватории и продолжает играть в ряде бельгийских джазовых ансамблей.